# 大坪林圳
24°57′07.51″N 121°32′20.77″E / 24.9520861°N 121.5391028°E
大坪林圳位於新北市新店區，為清朝乾隆年間墾戶郭錫瑠起建、後由大坪林五庄蕭妙興等人接手，用於灌溉新店地區平地的水道。今只殘留部份小段水道，但已成排水溝。
本圳常被誤列入瑠公圳範圍，實際上是因初期共用水源、後期管理組織合併而導致誤解。

## 簡介
郭錫瑠 (後被尊稱為「瑠公」) 於1739年 (乾隆4年) 創「金順興」號，集眾在新店溪上游青潭溪口附近開鑿水圳，打算引水十數公里至自己位於大加蚋庄的墾地。工程最大困難為必須人力鑿穿岩壁做導水隧道 (石硿)，但因鄰近為泰雅族原住民活動範圍，在施工過程中常遭到攻擊，因此花費十數年仍無法完成。
大坪林在乾隆年間以來就不斷有人進入開墾，需要有穩定水源。於是在1753年，大坪林五庄墾首蕭妙興等人與瑠公締約，由五庄另合股組成「金合興」號接手繼續，向官府申請牌照、聘請壯民防衛原住民、僱用石匠鑿隧道。1760年 (乾隆25年)，終於鑿通石硿引水路，共歷時22年完工。當時稱為「青潭大圳」或「上埤大圳」，由金合興號與瑠公共用水源：前者修築渠道、給水路，灌溉新店大坪林地區，稱為「大坪林圳」；後者則另修渠道幹線通過新店地區，並築木梘導水跨景美溪，稱「瑠公圳」。隨後瑠公擔憂水源不足，故將取水口改往跨過青潭溪的更上游，今青潭堰北側。瑠公長子郭元芬接手後，將瑠公取水口改至碧潭現址，本圳獨用引水石硿水源。
金合興號再於 1762 年修築完成往大坪林五庄的灌溉水路開始通水。並請官府丈量定界、確立水權所屬與各項管理規定。

## 股份與合併
原協議由大坪林五庄合股出資，但 1762 年灌溉水路完成前，其餘股東因無力負擔經費而反悔，便成為蕭妙興與林安兩人分占。之後林安也因擔心虧損而將股份以2400兩賣出，使得整個水圳產權都屬蕭妙興獨占。之後才又讓其他股東加入、分為八股，並改原本辦公的公館「合興寮」為「合興館」。
1880年 (光緒6年)，金合興號因無力負擔圳道修繕費用，只好募集資金，讓「金同順」號投入1800銀元後加入、擴充為十二股，並改「合興館」為「新合興館；。金同順號的劉廷達擔任圳長，負責修繕管理之務。1898年 (明治31年)，劉廷達因年老而退出，由劉隆佺與日本人高橋利吉接手。
臺灣總督府於 1901 年頒布〈臺灣公共埤圳規則〉。大坪林圳也就因此與霧裡薛圳、瑠公圳一起被公告為與公共利益有關的「公共埤圳」，受官方監督。成立「公共埤圳大坪林圳」(後改稱「大坪林水利組合」、「文山水利組合」) 組織來管理。並於1907年向原圳主買回所有權，由管理組織自己持有。
到戰後 1956 年 (民國45年)，管理大坪林圳的「文山水利委員會」被併入「瑠公農田水利會」，當初興建時就有淵源、地緣關係的三個水圳就此歸入同一組織的管理之下。

## 路線
取水口
位於日本時代過橋坑段33-66地號、今青潭堰北側處以建蛇籠攔水壩取水。
幹線
新店新烏路旁沿新店溪畔往北，經新烏路一段26巷、新店客運停車場前道路；轉彎後匯入青潭溪，原以蛇籠攔水、提升水位形成水潭，讓水可以過溪到對岸「斗門頭」。
過斗門頭沿溪邊轉往西行，穿過開天宮下的引水石硿，經過大豐抽水廠進入大坪林隧道穿過新店路，在新店後街變成明渠。出國校路，進入中興路一段暗渠，繞過北宜路一段39巷又折回中興路，到廣明寺下的分水汴，分成東幹線與西幹線。
東幹線
從廣明寺下的分水汴進入光明街的巷弄、檳榔路19巷、行政街，沿五峰國中後方圍牆、大新街、中正路54巷，折入德正街27巷、寶橋停車場後方進入寶橋路。有一條支線經寶橋路85巷到技嘉科技大樓附近。
主幹線沿寶橋路穿過中興路、到寶中路又出分一條支線到正大尼龍公司。
再經通用公司，轉經遠東全球工業總部、台北鐵工廠，到水尾，寶元路二段1巷。
西幹線
穿過光明街、北新路後成為明渠，經力行路10號旁、在新生街13巷與瑠公圳立體交叉，沿環河路旁到捷運小碧潭機廠，分成十二張支線和十四張支線。
十二張支線
從捷運小碧潭機廠沿穿過三民路巷弄、經平等街旁進入中正路302巷，到小金門友誼公園分成兩條分線。
一條分線穿越民族路到二十張路。
另一條分線到明德黃昏市場又分出兩條給水路。一條到明德社區，另一條到二十張。
十四張支線
從捷運小碧潭機廠轉中央路。據地方人士所說，早期的十四張的每一「張」都有一條給水路，所以十四張共有14條水道。
二十張支線
二十張支線分為東分線和西分線。
東分線從二十張路穿過民權路，沿建國路到二十張福德宮後方。
西分線從二十張路經中正路遠東工業城大門前直到大鵬華城。

## 遺跡
- 第一制水門遺跡：新烏路一段26巷廣林寺對面。
- 第二制水門：北宜路一段青潭土地廟下方住宅旁石梯。
- 引水石硿：新北市新店區新店路65號「開天宮」下方，目前因崩壞而暫停開放。 (在最初幾年間與瑠公圳共用，郭元芬將取水口改至碧潭後即由大坪林圳獨用。)
- 大豐抽水廠：1946年 (民國35年)，因新店溪水位降低而捨水堰改採電力抽水，設在碧潭上游；原建在較北側，1972年遷至現址。
- 木製水閘門：大豐抽水廠。[7]
- 大坪林隧道：穿過新店路下的暗渠，通往新店後街。
- 幹線渠道：新店後街。
- 西幹線渠道：力行路、新生街。
- 十二張支線：三民路75巷2弄、4弄、16弄，跨過渠道的小橋。

## 外部連結
- 瑠公圳相關圖籍 /臺灣水圳文化網 （页面存档备份，存于）
- 台北市瑠公農田水利會（页面存档备份，存于）

- 瑠公圳、霧裡薛圳、大坪林圳的水路標於 Google 地圖上